# SENAI Ceará
O SENAI do Ceará foi criado em 27 de novembro de 1943 pelo primeiro Diretor regional do SENAI o Engenheiro Antônio Urbano de Almeida sendo a primeira unidade do SENAI na 1ª Região Administrativa formada por Ceará, Maranhão, Piauí e Rio Grande do Norte.
O SENAI Ceará faz parte do Sistema FIEC Federação das Indústrias do Estado do Ceará, colaborando no processo de desenvolvimento econômico do Estado do Ceará, através da realização de programas de Educação Profissional voltados para a capacitação de talentos humanos, ampliação das oportunidades de emprego e/ou geração de renda.
Atualmente ele conta com seis unidades de educação localizadas em Fortaleza e no Interior do estado sendo elas: CETAFR, CFPAABMS, CFPAUA, CETAE, CERTREM, CFPWDS, CFPWCC. Também conta com uma Universidade Corporativa de Alimentos (UNICA.br), a Agencia de Treinamento de Sobral (ATS) e o Núcleo de Negócios em Horizonte (NISDT).

## História
A primeira escola no Ceará foi o Centro de Formação Profissional de Fortaleza tendo como seu gerente o senhor Wanderillo de Castro Câmara.
No primeiro ano de Gestão o Engenheiro Antônio Urbano de Almeida teve como função o levantamento de mão de obra para a instalação da Delegacia do SENAI Ceará. Funcionando de início em instalações cedidas no antigo Grupo Escolar Arraial Moura Brasil, o SENAI começou ministrando cursos de Mecânico Ajustador, Torneiro Mecânico, Carpinteiro e Desenhista Técnico. Nos primeiros 45 anos de atividade, o SENAI Ceará formou 110.827 profissionais nas diversas áreas sendo todos os cursos gratuitos focados para formação de Mão de Obra especializada para as Indústrias.
Em 2017, o SENAI-CE iniciou sua atuação internacional, com projetos sendo executados em Moçambique. Ainda no mesmo ano, a entidade conquistou o segundo lugar no Brasil em consultoria para empresas.

## Unidades

### SENAI CETAFR

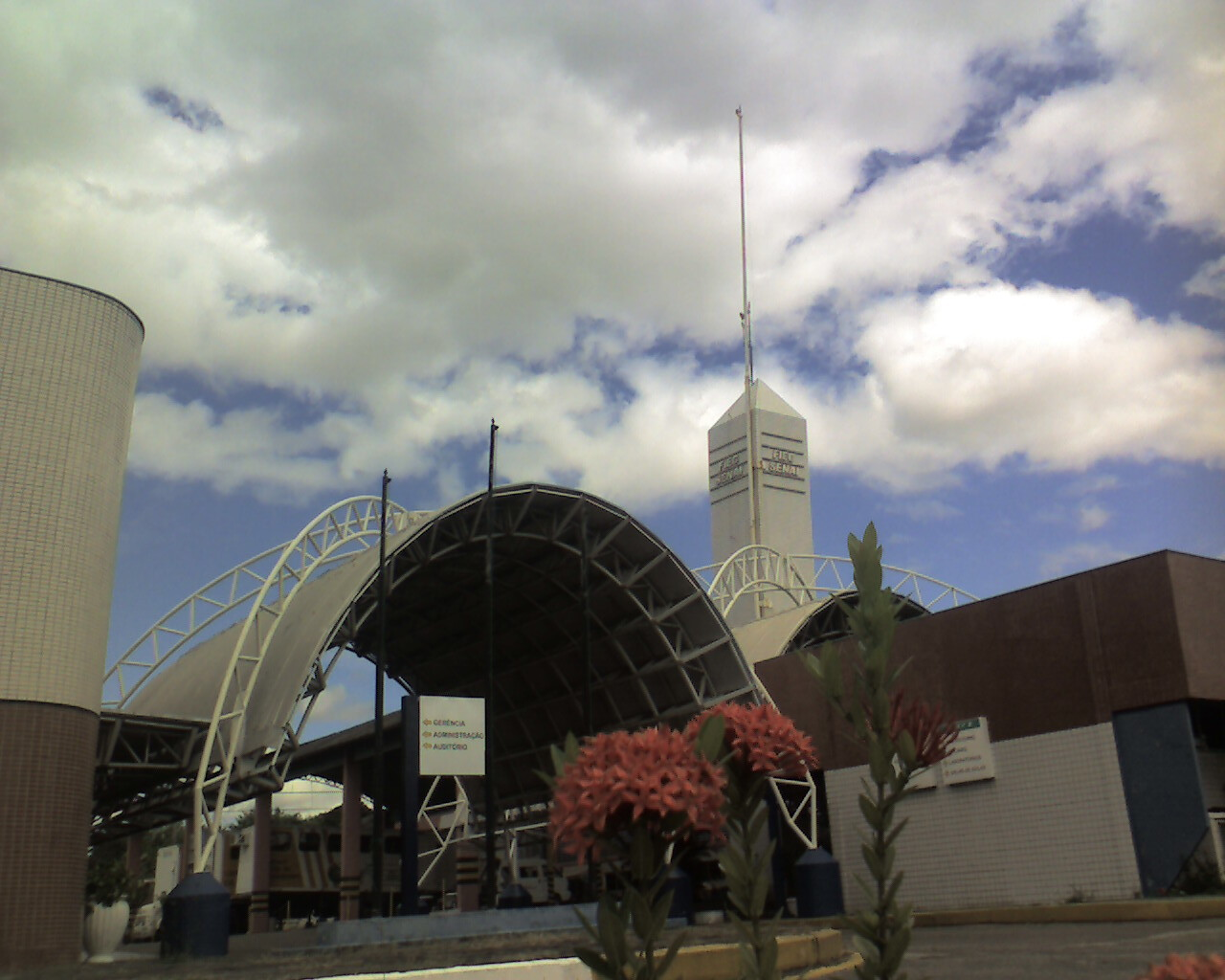
Foto externa do SENAI do Marcanaú.

O Centro de Educação e Tecnologia Alexandre Figueira Rodrigues - CETAFR, também conhecido como SENAI Maracanaú, foi criado em 1979 com o nome de CEMOT. Em 1999 obteve o nome atual juntamente com um redirecionamento de suas ações.
O SENAI Todavia, independente de sua localização geográfica, a Unidade/Escola CETAFR possui uma estrutura móvel que permite ampliar o raio de atendimento, disponibilizando seus serviços a todos os municípios do Estado do Ceará.
Localizada no 2º. maior complexo industrial do Estado do Ceará, a Unidade baseada em leitura do mercado, realizada através de pesquisa às indústrias da região estabeleceu sua abrangência de atuação, que vai desde a educação profissional, atuando na capacitação do trabalhador polivalente, até a disseminação de novas tecnologias, realizadas com recursos próprios e/ou em parcerias com instituições e empresas da região, objetivando serviços de consultoria técnica e tecnológica em diversas áreas.

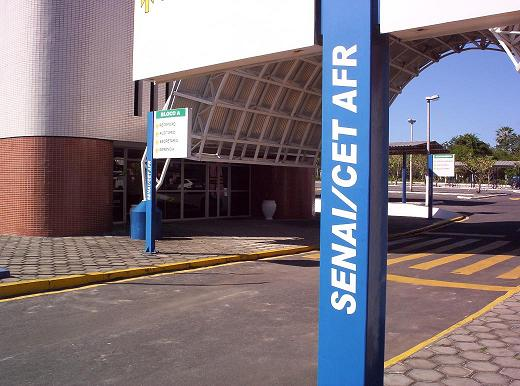
Foto externa do SENAI do Maracanaú.

A atual infra-estrutura da Unidade/Escola CETAFR permite, em suas funções estratégicas, realizar atendimento aos diversos seguimentos da sociedade nas seguintes áreas:
- Automação Industrial;
- Automação Pneumática;
- Eletricidade;
- Eletroeletrônica;
- Eletromecânica
- Gás natural ;
- Gestão;
- Informática;
- Instrumentação;
- Metal-Mecânica;
- Metrologia;
- Refrigeração;
- Soldagem.

### SENAI CERTREM
O Centro Regional de Treinamento em Moagem e Panificação Senador José Dias de Macedo, CERTREM, a 5ª unidade de ensino do SENAI no Ceará, sendo reinaugurada em 1998.
O órgão foi criado em 25 de fevereiro de 1980, através de um termo de cooperação firmado entre o SENAI - Departamento Regional do Ceará e o Sindicato da Indústria do Trigo nos Estados do Pará, Paraíba, Ceará e Rio Grande do Norte, com a interveniência de J. Macêdo Alimentos Nordeste S/A e do Grande Moinho Cearense S/A, e vem funcionando em instalações próprias, situado à Rua Benedito Macedo, 77, no bairro Vicente Pinzón, desenvolvendo produtos e serviços de Educação Profissional, Informação Tecnológica, Assessoria Técnica e Tecnológica e Serviços Técnicos Especializados.
Estão localizadas no CERTREM, a sede do Sindicato das Indústrias do Trigo dos Estados do Pará, Paraíba, Ceará e Rio Grande do Norte – SINDTRIGO e as sedes subsidiadas dos sindicatos das Indústrias de Massas Alimentícias e Biscoitos do Estado do Ceará - SINDMASSAS; das Indústrias de Panificação e Confeitaria do Ceará – SINDPAN.

#### Áreas de Atuação
- Alimentos
  - Panificação,
  - Culinária,
  - Confeitaria,
  - Massas alimentícias (Biscoitos),
  - Moagem de trigo,
  - Segurança alimentar.

#### Infra-estrutura
- Salas de aula climatizadas;
- Oficinas de panificação e de confeitaria;
- Laboratório de controle da qualidade do trigo e seus derivados;
- Auditório com tradução simultânea;
- Biblioteca.

### SENAI CFPAUA
O Centro de Formação Profissional Antônio Urbano de Almeida – CFP AUA, foi a primeira Unidade de ensino do SENAI instalada no Ceará, foi inaugurado em 1943, recebendo à época a denominação de “Escola SENAI de Fortaleza”. Em homenagem ao seu primeiro Diretor Regional, em 1978 a Escola SENAI de Fortaleza, mudou de denominação, passando a chamar-se Centro de Formação Profissional Antônio Urbano de Almeida.
Hoje, o CFP AUA desenvolve programas de Educação Profissional e Serviços Técnicos e Tecnológicos e está estruturado de forma que garanta o desenvolvimento de todos os processos meios e fins da Unidade, buscando continuamente a qualidade dos seus serviços através de certificação pela Norma ISO 9001.  Bairro Jacarecanga.

#### Áreas de Atuação de Formação Profissional
- Artes Gráficas
- Automação Industrial
- Construção Civil
- Educação
- Educação a Distância
- Gestão e Administração da Produção
- Informática
- Logística
- Máquinas Pesadas
- Meio Ambiente
- Metal-mecânica
- Qualidade
- Refrigeração e Climatização
- Segurança do Trabalho

#### Serviços Laboratoriais
- Laboratório de Cerâmica Vermelha
- Laboratório de Controle Ambiental
- Laboratório de Controle de Qualidade de Papel e Papelão
- Laboratório de Controle de Qualidade de Tintas Imobiliárias

#### Assessoria Técnica e Tecnológica
- Educação
- Gestão
- Meio Ambiente
- Qualidade
- Segurança do Trabalho

### SENAI CFPWDS
Centro de Formação Profissional Waldyr Diogo de Siqueira também conhecido como CFPWDS iniciou oficialmente suas atividades em 28 de fevereiro de 1975 sob a direção do professor Everardo Ayres Correia. O nome da escola que era Centro de Formação Prossional da Barra do Ceará mudou para o noma atual em 27 de novembro de 1978 por ocasião dos 35 anos do SENAI Ceará homenageando o primeiro Presidente do Sistema FIEC.

### SENAI CETAE
O Centro de Treinamento e Assistência às Empresas - SENAI CETAE, foi inaugurado em 1978, no bairro Bairro Jacarecanga sendo localizado ao lado do SENAI AUA. O SENAI CETAE é voltado aos programas de treinamento operacional de supervisores e gerentes Indústriais. Ele também fornece Serviços Técnicos Tecnológico.

#### Áreas de Atuação
- Segurança do Trabalho;
- Minerais não-metálicos;
- Meio Ambiente;
- Gestão;
- Construção Civil;
- Turismo.

### SENAI CFPAABMS
O Centro de Formação Profissional Ana Amélia Bezerra de Menezes e Souza, SENAI CFPAABMS, é a Unidade do SENAI Ceará voltada ao atendimento dos segmentos têxtil, vestuário.
Em 1979, foi inaugurado como Centro Móvel de Treinamento. Após alguns anos de atuação, em 1993, passou a funcionar como Centro de Formação Profissional de Parangaba este nome em homenagem ao bairro Parangaba, de Fortaleza. A partir de 9 de dezembro de 2002, o CFP-Parangaba foi denominado Centro de Formação Profissional Ana Amélia Bezerra de Menezes e Souza em homenagem póstuma a diretora da Têxtil Bezerra de Menezes.
Atualmente, tem suas atividades voltadas para a formação e aperfeiçoamento de mão-de-obra através da realização de cursos de Aprendizagem Industrial, Qualificação Profissional e Habilitação Técnica. Presta também serviços de Assessoria Técnica e Tecnológica, atuando no processo produtivo, Serviços Laboratoriais, realizando ensaios para os setores têxtil e do vestuário, Serviços Operacionais e serviços de Informação Tecnológica.
Este Centro foi premiado com a certificação de Centro Modelo de Educação Profissional (CEMEP), na categoria bronze e tem seu Sistema de Gestão da Qualidade certificado pela ISO 9001:2000.

#### Infra-estrutura
- Laboratório de modelagem automatizado, que utiliza os Sistemas Audaces e Lectra;
- Laboratório de Ensaios Têxteis e do Vestuário;
- Núcleo de Design de Moda;
- Oficinas de costura em tecidos plano, malha e jeans;
- Oficina de Corte;
- Oficinas de Mecânica de Máquina de Costura.
- Biblioteca com acervo especializado nas áreas  têxtil e do vestuário, composto por uma média de 4000 mil publicações.

### SENAI CFPWCC
A unidade do SENAI de Juazeiro do Norte, o Centro de Formação Profissional Wanderillo de Castro Câmara, CFPWCC, iniciou suas atividades em 2 de janeiro de 1970. Atualmente trabalha nas modalidades de Educação Profissional,  Assessoria Técnica e Tecnológica (consultorias) e Informação Tecnológica, sempre em estreita parceria com as indústrias, instituições de fomento cultural, órgãos públicos e privados e em permanente sintonia com as necessidades, preferências e expectativas das empresas e comunidade em geral.
Juazeiro do Norte está situada na região do Cariri que é formada  por 33 municípios e tem como principais atividades industriais  os setores de calçados, confecções,  jóias folhedadas, alumínio e cerâmica. Destacam-se ainda empresas como a tradicional Cajuína São Geraldo, SINGER DO BRASIL, Cimento Nassau e a Indústria Química e Farmacêutica Cearense Ltda.

#### Áreas de Atuação
- Metal-mecânica
- Informática
- Confecção Industrial
- Calçados
- Eletroeletrônica
- Saúde e Segurança
- Qualidade
- Gestão e Recursos Humanos

## Diretores
Esta é uma Lista dos 'Diretores Regionais do SENAI Ceará'
| Nº | Nome                                         | Período     |
| 1  | Antônio Urbano de Almeida                    | 1943 - 1971 |
| 2  | Carlito José Gondim Pamplona                 | 1971 - 1972 |
| 3  | Almir Caiado Fraga                           | 1972 - 1973 |
| 4  | Francisco Mirton Bezerra de Lavôr (interino) | 1973 - 1974 |
| 5  | Francisco Deusemar Lins Cavalcante           | 1974 - 1977 |
| 6  | Almir Caiado Fraga                           | 1977 - 1985 |
| 7  | Mendel Klejner                               | 1985 - 1992 |
| 8  | José Americo Teixeira                        | 1993 - 1994 |
| 9  | Francisco das Chagas Magalhães               | 1995 - 2012 |